# Ella Kaabachi
Ella Kaabachi (* 15. Mai 1992 in Argenteuil) ist eine tunesisch-französische Fußballspielerin.

## Karriere

### Verein
Kaabachi startete ihre Karriere 1998 in den männlichen Jugendteams des Argenteuil FC. Im Sommer 2000 schrieben ihre Eltern sie in der Frauenfußballabteilung des Stadtrivalen ASC Val Argenteuil ein. Dort rückte sie in der Saison 2006/07 in deren Profiteam auf und spielte erstmals in der französischen Division 2. In der Saison 2007 verließ sie Argenteuil und wechselte in die U-19 von Paris Saint-Germain. Im Sommer 2008 rückte sie ins Profiteam auf und gab ihr Profidebüt am 1. März 2009 gegen die ASJ Soyaux in der Division 1 Féminine. Wirklich durchzusetzen vermochte sie sich dort aber nicht; deshalb schloss sie sich 2013 den Ligakonkurrentinnen von AF Rodez an, wo sie in den folgenden drei Jahren zur Stammspielerin im Mittelfeld wurde. Ab der Saison 2016/17 war Kaabachi bei zwei Zweitligisten aktiv, zunächst für ein Jahr beim FC Rouen sowie anschließend bei FF Issy, mit dem sie – dann unter dem Klubnamen GPSO Issy – 2020 in die Division 1 zurückkehrte. Dennoch wechselte sie 2021 zur ASJ Soyaux.

### Nationalmannschaft
Kaabachi ist je zweimalige französische U-16- und U-17-Nationalspielerin. 2011 wechselte sie in den Tunesischen Verband und spielte für das U-19- und das U-20-Team. Sie gab im Januar 2012 ihr A-Länderspiel-Debüt gegen die marokkanische Fußballnationalmannschaft der Frauen.